# Six Shooter Canyon, Arizona
Six Shooter Canyon je naseljeno područje za statističke svrhe u američkoj saveznoj državi Arizona. Prema popisu stanovništva iz 2010. u njemu je živjelo 1,019 stanovnika.